# Korbball (Schweiz)
Korbball ist eine Ballsportart für zwei Mannschaften. Ziel des Spiels ist es, möglichst oft einen Ball in den gegnerischen Korb zu werfen. Der in der Schweiz gespielte Korbball ähnelt in erster Linie Basketball und besitzt somit eine Verwandtschaft zu Korfball und Netball. Obwohl Korbball sowohl in der Schweiz, als auch in Deutschland gespielt wird, unterscheidet sich das Regelwerk beider Spiele erheblich.

## Spielregeln
Das Spielfeld des Schweizer Korbballs besitzt in der Regel eine Grösse von 20 mal 30 m (Frauen) beziehungsweise 25 mal 40 m (Männer). Der Korbraum ist ein Quadrat mit 3 m Seitenlänge, das in beiden Spielhälften jeweils mittig zwischen den Seitenlinien an der Korblinie anliegt. Es dient zum einen als Abwurfzone nach erzielten Körben oder nachdem der Ball die Korblinie überquert hat und dabei zuletzt von einem Spieler der angreifenden Mannschaft berührt wurde; zum anderen als Begrenzung bei Strafwürfen.
Der Korbständer ist auf der Korblinie mittig zwischen den Seitenlinien platziert. Der Korb hat einen Durchmesser von 45 cm und ist in einer Höhe von 3 m angebracht. Anders als beim Basketball befindet sich kein Brett hinter dem Korb. In der Halle darf allerdings auch auf Basketballkörbe gespielt werden.
Der Spielball ähnelt einem Fussball: Der Umfang entspricht 68 bis 72 cm und das Gewicht beträgt zwischen 500 und 550 g.
Im Feldkorbball besteht eine Mannschaft aus 6 Spielern, im Hallenkorbball aus 5 Spielern, jeweils zuzüglich Auswechselspieler. In der Regel dauert ein Spiel 2 mal 20 Minuten. Allerdings weichen die Spielzeiten in vielen kantonalen Ligen aufgrund anderer Verbandsvorschriften erheblich davon ab.

## Regionalverbände
Die Korbball-Mannschaften sind aufgeteilt in fünf verschiedene Regionen der Schweiz, denen Kantone zugewiesen werden. Die Regionalverbände organisieren selber Meisterschaften, zusätzlich werden die Qualifikationsspiele für die U16- und für die U14-Schweizermeisterschaft der Knaben und der Mädchen von den Regionalverbänden organisiert.
| Region | Kantone                                                                          | NLA-Teams der Herren Saison 2018    | NLB-Teams der Herren Saison 2018               | NLA-Teams der Damen Saison 2018        | NLB-Teams der Damen Saison 2018                       |
| ------ | -------------------------------------------------------------------------------- | ----------------------------------- | ---------------------------------------------- | -------------------------------------- | ----------------------------------------------------- |
| 1      | Bern, Freiburg, Neuenburg, Waadt, Wallis                                         | Pieterlen, Madiswil                 | Studen-Brügg                                   | Täuffelen, Urtenen 1                   | Urtenen 2, Madiswil-Aarwangen, Pieterlen, Moosseedorf |
| 2      | Solothurn, Jura, Basel-Land, Basel-Stadt                                         | Grindel, Hochwald-Gempen, Nunningen | Erschwil, Oberdorf-Rüttenen                    | Erschwil-Grindel, Deitingen            | Grindel-Erschwil                                      |
| 3      | Aargau, Luzern, Uri, Nidwalden, Obwalden, Schwyz, Zug, Tessin                    | Neuenkirch, Menznau                 | Bözberg, Wikon                                 | Dottikon, Wettingen, Willisau, Bözberg | Unterkulm, Wolfenschiessen, Menznau                   |
| 4      | Thurgau, Sankt Gallen, Appenzell Ausserrhoden, Appenzell Innerrhoden, Graubünden | Altnau-Kreuzingen, Neukirch-Roggwil | Zihlschlacht, Eggethof                         | Zihlschlacht                           | -                                                     |
| 5      | Zürich, Schaffhausen, Glarus                                                     | Bachs                               | Büsingen, Hausen am Albis, Neuhausen-Löhningen | Bachs                                  | Hallau, Buchthalen                                    |

## Spielbetrieb
Der Spielbetrieb wird durch den Schweizerischen Turnverband organisiert. Anders als in Deutschland, wird in der Schweiz vorrangig während Frühling und Sommer im Freien gespielt. Es gibt vier nationale Ligen: Die Nationalliga A und B für Herren sowie die Nationalliga A und B für Frauen. Die Mannschaften der jeweiligen Ligen treten im Laufe einer Saison zweimal gegeneinander an und bestimmen so die Auf- und Absteiger. Die zum Saisonende bestplatzierten Mannschaften der beiden Nationalligen A sind Schweizer Meister.
Im Winter findet ein nationaler Pokalwettbewerb statt, für den sich Teams der unteren Ligen qualifizieren müssen. Ebenfalls findet eine U20-Meisterschaft statt, wo die Spieler nicht älter als 20 Jahre alt sein. Der Sieger mit den meisten Punkten ist Schweizer Meister.

## Liste der Schweizermeister Herren und Damen seit 2010
(Quelle:)

### Herren
| Jahr | Gold                 | Silber             | Bronze               |
| ---- | -------------------- | ------------------ | -------------------- |
| 2019 | Pieterlen            | Altnau-Kreuzlingen | Grindel              |
| 2018 | Pieterlen            | Neuenkirch         | Bachs                |
| 2017 | Madiswil             | Pieterlen          | Bachs                |
| 2016 | Pieterlen            | Altnau-Kreuzlingen | Bachs                |
| 2015 | Pieterlen            | Altnau-Kreuzlingen | Erschwil             |
| 2014 | Madiswil             | Erschwil           | Altnau               |
| 2013 | Pieterlen            | Madiswil           | Neuenkirch           |
| 2012 | Lorraine-Breitenrain | Pieterlen          | Madiswil             |
| 2011 | Erschwil-Büsserach   | Neuenkirch         | Lorraine-Breitenrain |
| 2010 | Lorraine-Breitenrain | Madiswil           | Erschwil-Büsserach   |

### Damen
| Jahr | Gold             | Silber      | Bronze           |
| ---- | ---------------- | ----------- | ---------------- |
| 2019 | Täuffelen        | Urtenen     | Erschwil-Grindel |
| 2018 | Täuffelen        | Bachs       | Urtenen          |
| 2017 | Täuffelen        | Bachs       | Deitingen        |
| 2016 | Erschwil-Grindel | Täuffelen   | Zihlschlacht     |
| 2015 | Täuffelen        | Wettingen   | Dottikon         |
| 2014 | Täuffelen        | Wettingen   | Moosseedorf      |
| 2013 | Täuffelen        | Mosseedorf  | Bachs            |
| 2012 | Moosseedorf      | Täuffelen   | Bachs            |
| 2011 | Täuffelen        | Moosseedorf | Bachs            |
| 2010 | Moosseedorf      | Bachs       | Täuffelen        |

## Liste der Schweizer-Cupsieger Herren und Damen seit 2010
(Quelle:)

### Herren
| Jahr | Gold                 | Silber               | Bronze             | Platz 4            |
| ---- | -------------------- | -------------------- | ------------------ | ------------------ |
| 2020 | Absage               | Absage               | Absage             | Absage             |
| 2019 | Pieterlen            | Madiswil             | Neukirch-Roggwil   | Zihlschlacht       |
| 2018 | Pieterlen            | Erschwil             | Madiswil           | Bachs              |
| 2017 | Neuenkirch           | Madiswil             | Altnau-Kreuzlingen | Erschwil           |
| 2016 | Neuenkirch           | Madiswil             | Pieterlen          | Altnau-Kreuzlingen |
| 2015 | Kreuzlingen          | Lorraine-Breitenrain | Nunningen          | Erschwil           |
| 2014 | Lorraine-Breitenrain | Neuenkirch           | Altnau             | Erschwil           |
| 2013 | Altnau               | Pieterlen            | Zihlschlacht       | Lotzwil            |
| 2012 | Altnau               | Lorraine-Breitenrain | Pieterlen          | Illnau-Volketswil  |
| 2011 | Pieterlen            | Altnau               | Neukirch-Roggwil   | Neuhausen          |
| 2010 | Lorraine-Breitenrain | Pieterlen            | Neuenkirch         | Bözberg            |

### Damen
| Jahr | Gold        | Silber         | Bronze         | Platz 4            |
| ---- | ----------- | -------------- | -------------- | ------------------ |
| 2020 | Absage      | Absage         | Absage         | Absage             |
| 2019 | Täuffelen   | Deitingen      | Urtenen        | Dottikon           |
| 2018 | Täuffelen   | Deitingen      | Zihlschlacht   | Urtenen            |
| 2017 | Täuffelen   | Zihlschlacht   | Dottikon-Fi-Gö | Krauchthal         |
| 2016 | Täuffelen   | Wettingen      | Erschwil       | Madiswil-Aarwangen |
| 2015 | Täuffelen   | Dottikon-Fi-Gö | Moosseedorf    | Urtenen-Schönbühl  |
| 2014 | Moosseedorf | Täuffelen      | Bachs          | Erschwil           |
| 2013 | Täuffelen   | Moosseedorf    | Wettingen      | Tegerfelden        |
| 2012 | Täuffelen   | Krauchthal     | Moosseedorf    | Sursee             |
| 2011 | Moosseedorf | Täuffelen      | Bachs          | Willisau           |
| 2010 | Täuffelen   | Moosseedorf    | Bachs          | Lotzwil            |

## Liste der U20-Schweizermeister Herren und Damen seit 2010
(Quelle:)

### Herren
| Jahr | Gold                | Silber          | Bronze       |
| ---- | ------------------- | --------------- | ------------ |
| 2020 | Erschwil            | Hausen am Albis | Oberaach     |
| 2019 | Nunningen           | Erschwil        | Oberaach     |
| 2018 | Eggethof            | Hochwald-Gempen | Zihlschlacht |
| 2017 | Madiswil            | Menznau         | Eggethof     |
| 2016 | Herblingen-Büsingen | Madiswil        | Eggethof     |
| 2015 | Grindel             | Nunningen       | Zihlschlacht |
| 2014 | Herblingen-Büsingen | Grindel         | Zihlschlacht |
| 2013 | Altnau              | Schwyz          | Herblingen   |
| 2012 | Lotzwil             | Altnau          | Herblingen   |
| 2011 | Altnau              | Lotzwil         | Nunningen    |
| 2010 | Kreuzlingen         | Pieterlen       | Altnau       |

### Damen
| Jahr | Gold            | Silber             | Bronze             |
| ---- | --------------- | ------------------ | ------------------ |
| 2020 | Urtenen         | Täuffelen          | Zihlschlacht       |
| 2019 | Urtenen         | Zihlschlacht       | Buchthalen         |
| 2018 | Urtenen         | Täuffelen          | Zihlschlacht       |
| 2017 | Urtenen         | Pfyn               | Täuffelen          |
| 2016 | Urtenen         | Bachs              | Täuffelen          |
| 2015 | Bachs           | Madiswil-Aarwangen | Altnau-Alterswilen |
| 2014 | Dottikon        | Madiswil-Aarwangen | Zihlschlacht       |
| 2013 | Lotzwil         | Zihlschlacht       | Dottikon           |
| 2012 | Wolfenschiessen | Zihlschlacht       | Küssnacht          |
| 2011 | Zihlschlacht    | Wolfenschiessen    | Alterswilen        |
| 2010 | Täuffelen       | Lotzwil            | Wolfenschiessen    |

## Liste der U16-Schweizermeister Knaben und Mädchen seit 2010
(Quelle:)

### Knaben
| Jahr | Gold             | Silber              | Bronze              |
| ---- | ---------------- | ------------------- | ------------------- |
| 2019 | Neukirch-Roggwil | Hochwald-Gempen     | Erschwil            |
| 2018 | Erschwil         | Nunningen           | Madiswil            |
| 2017 | Nunningen        | Erschwil            | Hochwald-Gempen     |
| 2016 | Erschwil         | Büsserach           | Müntschemier        |
| 2015 | Erschwil         | Nunningen           | Altnau              |
| 2014 | Löhningen        | Erschwil            | Pieterlen           |
| 2013 | Büsserach        | Meltingen           | Nunningen           |
| 2012 | Erschwil         | Nunningen           | Madiswil            |
| 2011 | Zihlschlacht     | Erschwil            | Büsingen-Herblingen |
| 2010 | Grindel          | Büsingen-Herblingen | Altnau              |

### Mädchen
| Jahr | Gold         | Silber             | Bronze             |
| ---- | ------------ | ------------------ | ------------------ |
| 2019 | Urtenen      | Täuffelen          | Hausen am Albis    |
| 2018 | Zihlschlacht | Urtenen            | Hallau             |
| 2017 | Täuffelen    | Madiswil-Aarwangen | Urtenen            |
| 2016 | Unterkulm    | Zihlschlacht       | Urtenen-Schönbühl  |
| 2015 | Nunningen    | Unterkulm          | Brügg              |
| 2014 | Unterkulm    | Buchthalen         | Bözberg            |
| 2013 | Täuffelen    | Bachs              | Bözberg            |
| 2012 | Täuffelen    | Zihlschlacht       | Madiswil-Aarwangen |
| 2011 | Zihlschlacht | Oberaach           | Altnau             |
| 2010 | Zihlschlacht | Ferenbalm          | Altnau             |

## Liste der U14-Schweizermeister Knaben seit 2010
(Quelle:)

### Knaben
| Jahr | Gold             | Silber      | Bronze       |
| ---- | ---------------- | ----------- | ------------ |
| 2019 | Menznau          | Utzenstorf  | Madiswil     |
| 2018 | Meltingen        | Nunningen   | Müntschemier |
| 2017 | Neukirch-Roggwil | Erschwil    | Meltingen    |
| 2016 | Erschwil         | Madiswil    | Herblingen   |
| 2015 | Menznau          | Oberaach    | Nunningen    |
| 2014 | Müntschemier     | Erschwil    | Oberaach     |
| 2013 | Erschwil         | Nunningen   | Eschenz      |
| 2012 | Löhningen        | Stüsslingen | Erschwil     |
| 2011 | Meltingen        | Büsserach   | Nunningen    |
| 2010 | Erschwil         | Grindel     | Müntschemier |

## Geschichte
Nachdem das von August Hermann unter dem Namen „Korbball“ adaptierte Basketball sich gegen Ende des 19. Jahrhunderts in Deutschland steigender Popularität erfreute, wurde man auch in der Schweiz auf diesen Sport aufmerksam. Hier fand Korbball erstmals in einem 1901 herausgegebenem „Handbuch der Bewegungsspiele für Mädchen“ Erwähnung. 1912 wurde Korbball in den Turnunterricht für Jungen, 1916 in den für Mädchen aufgenommen. Im Gegensatz zu Deutschland wurden in der Schweiz keine dem Handballspiel entlehnten Regeländerungen durchgeführt, sodass sich die Korbballvarianten der beiden Länder spätestens seit den 1920er Jahren deutlich voneinander unterscheiden. Des Weiteren vollzog der Korbball in der Schweiz keine Entwicklung zu einer Frauensportart wie sie sich in Deutschland ergeben hatte.
Ein nationaler Spielbetrieb wurde allerdings erst 1971 aufgenommen, als die Qualifikation für die Nationalliga der Männer startete. Im folgenden Jahr wurde erstmals ein nationales Turnier für Frauenmannschaften veranstaltet. Ähnlich der Entwicklung in Deutschland bildeten sich auch in der Schweiz regionale Hochburgen; allen voran das Schwarzbubenland, der Kanton Bern, die Zentralschweiz und die Nordostschweiz.